# Quảng Bạch
Quảng Bạch là một xã nằm ở phía tây của tỉnh Thái Nguyên, Việt Nam.

## Địa lý
Xã Quảng Bạch có vị trí địa lý:
- Phía đông giáp xã Đồng Phúc
- Phía tây giáp xã Nam Cường và xã Yên Thịnh
- Phía nam giáp xã Chợ Đồn
- Phía bắc giáp xã Nam Cường và xã Đồng Phúc.

Xã Quảng Bạch có diện tích 75,22 km², dân số năm 2025 là 3.815 người.

## Lịch sử
Tháng 6 năm 2025, xã Quảng Bạch được thành lập trên cơ sở nhập toàn bộ diện tích tự nhiên, quy mô dân số của xã Quảng Bạch (diện tích tự nhiên là 43,21 km², dân số là 2.078 người) và xã Tân Lập (diện tích tự nhiên là 32,01 km², dân số là 1.737 người) của huyện Chợ Đồn. Xã Quảng Bạch sau sáp nhập chưa đạt tiêu chuẩn về diện tích (75% so với tiêu chuẩn) nhưng xã Tân Lập có vị trí biệt lập, địa hình chia cắt, khó tổ chức giao thông kết nối thuận lợi với các đơn vị hành chính cấp xã liền kề, chỉ có một con đường độc đạo nối liền hai xã (Quảng Bạch và Tân Lập) nên chỉ có thể sắp xếp với xã Quảng Bạch. Trụ sở làm việc của xã nằm tại xã Quảng Bạch cũ.

## Hành chính
Đến năm 2019, xã Quảng Bạch có tám thôn là Bản Duồn, Bản Mạ, Khuổi Đăm, Bản Lác, Nà Cà, Bản Khắt, Bó Pia, Khuổi Vùa.
Xã Tân Lập có tám thôn là Nà Sắm, Nà Lịn, Bản Chang, Phai Điểng, Nà Lược, Nà Ngần, Nà Chắc, Phiêng Đén.